# Феллсбург (Пенсільванія)
Феллсбург (англ. Fellsburg) — переписна місцевість (CDP) в США, в окрузі Вестморленд штату Пенсільванія. Населення — 1153 особи (2020).

## Географія
Феллсбург розташований за координатами 40°11′3″ пн. ш. 79°49′37″ зх. д. / 40.18417° пн. ш. 79.82694° зх. д. (40.184207, -79.826989).  За даними Бюро перепису населення США в 2010 році переписна місцевість мала площу 3,21 км², уся площа — суходіл.

## Демографія
Згідно з переписом 2010 року, у переписній місцевості мешкало 1180 осіб у 449 домогосподарствах у складі 363 родин. Густота населення становила 368 осіб/км².  Було 469 помешкань (146/км²).
Расовий склад населення:
| - 97,5 % — білих - 0,7 % — чорних або афроамериканців - 0,3 % — азіатів |

До двох чи більше рас належало 0,8 %. Частка іспаномовних становила 1,7 % від усіх жителів.
За віковим діапазоном населення розподілялося таким чином: 21,4 % — особи молодші 18 років, 60,0 % — особи у віці 18—64 років, 18,6 % — особи у віці 65 років та старші. Медіана віку мешканця становила 44,8 року. На 100 осіб жіночої статі у переписній місцевості припадало 98,0 чоловіків;  на 100 жінок у віці від 18 років та старших — 93,3 чоловіків також старших 18 років.
Середній дохід на одне домашнє господарство  становив 68 931 долар США (медіана — 60 938), а середній дохід на одну сім'ю — 78 214 долари (медіана — 72 750). Медіана доходів становила 42 098 доларів для чоловіків та 50 189 доларів для жінок. За межею бідності перебувало 7,3 % осіб, у тому числі 15,5 % дітей у віці до 18 років та 9,7 % осіб у віці 65 років та старших.
Цивільне працевлаштоване населення становило 528 осіб. Основні галузі зайнятості: освіта, охорона здоров'я та соціальна допомога — 34,7 %, виробництво — 14,6 %, науковці, спеціалісти, менеджери — 12,3 %.